# Tadeusz Malina
Tadeusz Malina z Gorzkowa h. Poraj (ur. 1856 w Przeworsku, zm. 20 sierpnia 1933 we Lwowie) – polski prawnik, sędzia, prokurator.

## Życiorys
Urodził się w Przeworsku. Był synem Filipa (ur. 1816), miejscowego lekarza i Leokadii z Oleksiewiczów. W wieku dziecięcym brał udział w akcjach potajemnego przekazywania osadzonym powstańcom styczniowym przedmiotów, które miały doprowadzić do ich uwolnienia z więzienia. Odbył studia prawa na Wydziale Prawa Uniwersytetu Jagiellońskiego i Wydziale Prawa Uniwersytetu Jana Kazimierza we Lwowie. Wstąpił do służby sądowniczej Austro-Węgier w ramach zaboru austriackiego i autonomii galicyjskiej. Odbywał praktykę sądową we Lwowie od 1881, następnie w Przemyślu, gdzie był c. k. adiunktem sądowym i działał w Towarzystwie Prawniczym. Od 1897 był zastępcą prokuratora państwa w Złoczowie, a w tym samym roku został mianowany na urząd c. k. zastępcy nadprokuratora we Lwowie, który pełnił na przełomie XIX/XX wieku. W 1898 został c. k. radcą sądu krajowego. W grudniu 1903 został orzekającym w Sądzie Krajowym we Lwowie otrzymując tytuł c. k. radcy wyższego Sądu Krajowego. Od 1908 do 1910 został wiceprezydentem Sądu Krajowego. W 1910 został c. k. radcą dworu przy Najwyższym Trybunale Sprawiedliwości w Wiedniu. Od stycznia 1913 pełnił urząd nadprokuratora we Lwowie i został mianowany c. k. radcą dworu.
Po odzyskaniu przez Polskę niepodległości wstąpił do służby II Rzeczypospolitej i pełnił nadal funkcję prokuratora Sądu Apelacyjnego we Lwowie. W połowie 1929 odszedł z pełnionych funkcji i został przeniesiony w stan spoczynku (wówczas na emeryturę przeszedł także prezes Sądu Apelacyjnego we Lwowie Adolf Czerwiński). Następnie był przewodniczącym Koła Rodzicielskiego III Gimnazjum we Lwowie.
Zmarł 20 sierpnia 1933 we Lwowie w wieku 76 lat. 23 sierpnia 1933 został pochowany na Cmentarzu Łyczakowskim we Lwowie.
Jego żoną była Maria z Tarnawieckich, z którą miał syna Jerzego Mieczysława (ur. 1888).

## Ordery i odznaczenia
- Krzyż Komandorski Orderu Odrodzenia Polski (2 maja 1923)[7][8]

- Krzyż Kawalerski Orderu Leopolda (Austro-Węgry, 1913)[9][5]
- Krzyż Wojenny za Zasługi Cywilne II klasy (Austro-Węgry)[5]
- Medal Jubileuszowy Pamiątkowy dla Cywilnych Funkcjonariuszów Państwowych (Austro-Węgry)[5]
- Krzyż Jubileuszowy dla Cywilnych Funkcjonariuszów Państwowych (Austro-Węgry)[5]